# Amzacea, Constanța
Amzacea (în trecut Amuza-aci, în turcă Hamzaça/Amzaça) este satul de reședință al comunei cu același nume din județul Constanța, Dobrogea, România. Se află în partea de sud a județului, în Podișul Negru Vodă. La recensământul din 2002 avea o populație de 1295 locuitori.